# 云东海街道
云东海街道，是中华人民共和国广东省佛山市三水区下辖的一个乡镇级行政单位。

## 行政区划
云东海街道下辖以下地区：
联合社区、伏户村、辑罗村、上九村和杨梅村。